# Чёрная (Резекненский край)
Чёрная (ранее также Чорная; латыш. Čornaja, латг. Dyužgols, Malnais Dyužgols ) — село в Резекненском крае Латвии, административный центр Чёрнайской волости, в юго-восточном регионе Латгалии. 
Расположено у северного побережья озера Разнас, на берегу его залива Дукстигала (Аукстигала), и в 15 км к югу от города Резекне.
Численность населения составляет 337 человек (2009 год).